# Fernando Chalana
Fernando Albino de Sousa Chalana (10. února 1959 Barreiro – 10. srpna 2022) byl portugalský fotbalista. Hrával na pozici záložníka.
S portugalskou reprezentací získal bronzovou medaili na mistrovství Evropy roku 1984. Na tomto turnaji byl zvolen i do all-stars týmu. Celkem za národní tým odehrál 27 utkání a vstřelil 2 branky.
S Benficou Lisabon se stal šestkrát mistrem Portugalska (1975–76, 1976–77, 1980–81, 1982–83, 1983–84, 1988–89), s Girondins Bordeaux dvakrát mistrem Francie (1984–85, 1986–87).
Dvakrát byl vyhlášen nejlepším fotbalistou Portugalska (1976, 1984). V anketě Zlatý míč, která hledala nejlepšího fotbalistu Evropy, skončil v roce 1984 pátý.